# Oscar Kellner
Pour les articles homonymes, voir Kellner.
Oscar Johann Kellner (13 mai 1851– 12 septembre 1911) est un agrochimiste allemand qui fut conseiller étranger au Japon pendant l'ère Meiji. Il est considéré comme le « père de l'agrochimie japonaise ».

## Biographie

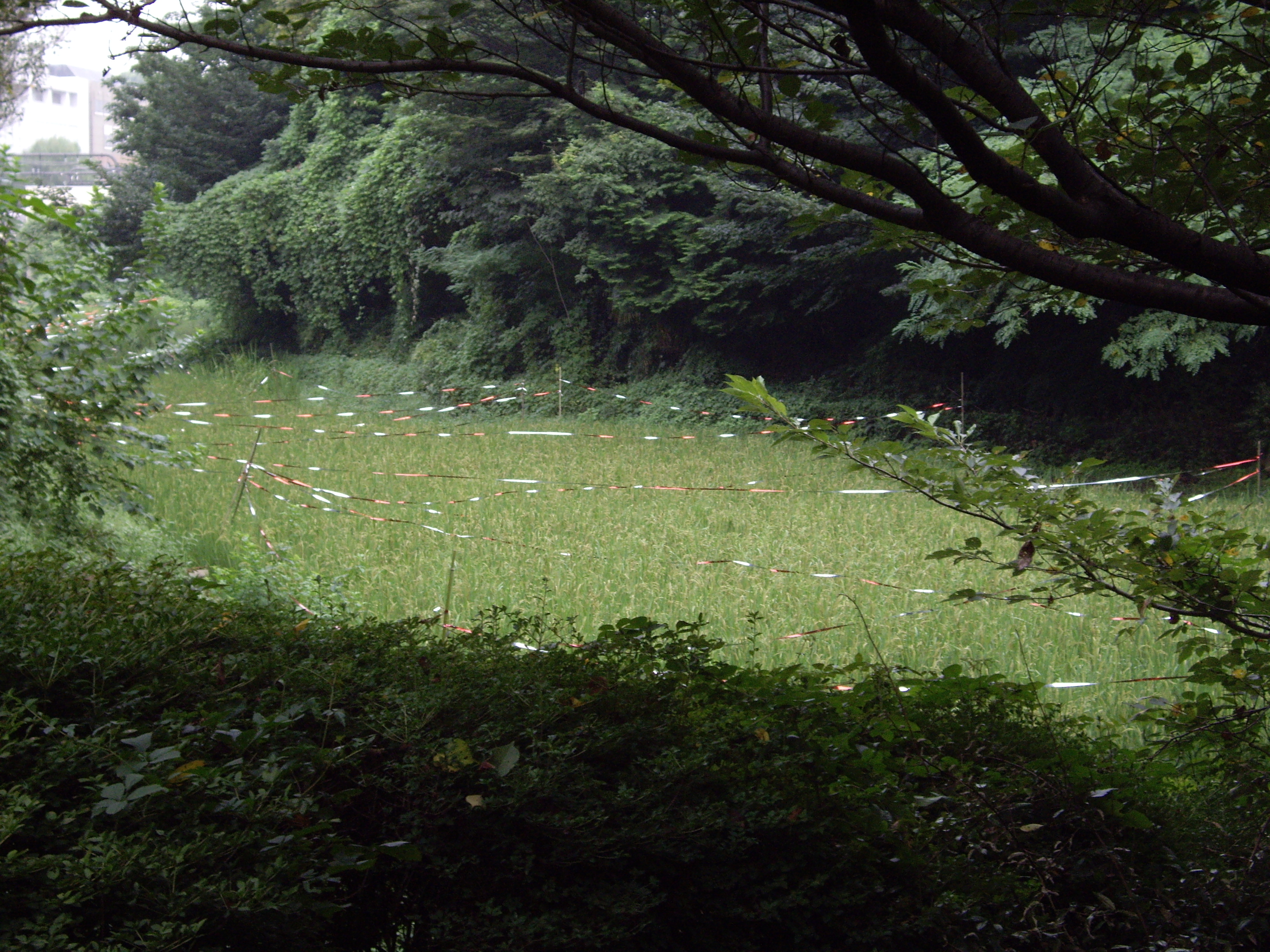
Rizière de Kellner.

En 1881, le gouvernement de Meiji invite Kellner à venir enseigner au Japon dans le but d'améliorer l'agriculture japonaise. Arrivé à Tokyo le 5 novembre 1881, il enseigne à l'école agricole de Komaba, qui est aujourd'hui incorporé dans l'université de Tokyo. Il mène également des recherches sur les engrais chimiques. Les aliments pour bétails qu'il conçoit sont aujourd'hui appelés « Kellner Standard » et ils sont adoptés par toute l'industrie de l'élevage japonaise. Kellner retourne en Allemagne le 31 décembre 1892.

## Œuvres
- die Ernährung der landwirtschaftlichen Nutztiere, 1905
- Grundzüge der Fütteringslehre, 1907